# Coupe de Nouvelle-Zélande de football
La Coupe de Nouvelle-Zélande de football a été créée en 1923. Elle porte le nom de Coupe Chatham (en anglais : Chatham Cup).
Depuis 2004 les franchises du Championnat de Nouvelle-Zélande ne peuvent pas participer à cette compétition.

## Palmarès
- 1923 : Seacliff (Dunedin) 4-0 YMCA (Wellington)
- 1924 : Habour Board (Auckland) 3-1 ap Seacliff (Dunedin)
- 1925 : YMCA (Wellington) 3-2 ap Seacliff (Dunedin)
- 1926 : Sunnyside (Christchurch) 4-2 North Shore
- 1927 : Ponsonby (Auckland) 3-2 Northern Dunedin
- 1928 : Petone SC 1-0 Northern Dunedin
- 1929 : Tramways (Auckland) 4-0 Seacliff (Dunedin)
- 1930 : Petone SC 2-1 Western AFC
- 1931 : Tramurewa 5-2 ap Nomads United
- 1932 : Wellington Marist 5-0 Millerton All Blacks
- 1933 : Ponsonby (Auckland) 2-1 Millerton All Blacks
- 1934 : Thistle (Auckland) 2-1 Thistle (Christchurch)
- 1935 : Hospital AFC 3-1 Western AFC
- 1936 : Western AFC 3-2 Thistle (Auckland)
- 1937 : Non disputée
- 1938 : Waterside (Wellington) 4-0 Mosgiel
- 1939 : Waterside (Wellington) 4-2 Western AFC
- 1940 : Waterside (Wellington) 6-2  Mosgiel (Dunedin)
- 1941 à 1944 : Non disputée
- 1945 : Western AFC 4-3 ap Wellington Marist
- 1946 : Wellington Marist 2-1 Tech Old Boys (Christchurch)
- 1947 : Waterside (Wellington)  2-1 ap Tech Old Boys (Christchurch)
- 1948 : Tech Old Boys (Christchurch) 2-0 Waterside (Wellington)
- 1949 : Petone SC 1-0 Northern Dunedin
- 1950 : Eden (Auckland) 3-2 ap Tech Old Boys (Christchurch)
- 1951 : Eastern Suburbs 5-1 Northern Dunedin
- 1952 : North Shore United 1-1 ap Western AFC (titre partagé)
- 1953 : Eastern Suburbs 4-3 Northern Dunedin
- 1954 : Onehunga 1-0 Western AFC
- 1955 : Western AFC  6-2 Eastern Suburbs
- 1956 : Stop Out (Wellington) 4-1 Shamrock (Christchurch)
- 1957 : Seatoun (Wellington) 3-1 Tech Old Boys (Christchurch)
- 1958 : Seatoun (Wellington) 7-1 Christchurch City
- 1959 : Northern Dunedin 3-2 North Shore United
- 1960 : North Shore United 5-3 Tech Old Boys (Christchurch)
- 1961 : Northern Dunedin 2-0 North Shore United
- 1962 : Tech Old Boys (Hamilton)  4-1 Northern Dunedin
- 1963 : North Shore United 3-1 Nomads United
- 1964 : Mt Roskill (Auckland) 3-1 King Edward Technical College Old Boys
- 1965 : Eastern Suburbs 4-1 St Kilda (Dunedin)
- 1966 : Miramar Rangers 1-0 Western AFC
- 1967 : North Shore United 2-1 Christchurch City
- 1968 : Eastern Suburbs 2-0 Christchurch Technical
- 1969 : Eastern Suburbs 2-0 New Brighton AFC
- 1970 : Blockhouse Bay (Auckland) 2-2 ap / 3-2 (rejoué) Western Suburbs
- 1971 : Western Suburbs 3-2 ap Wellington City
- 1972 : Christchurch United 4-4 ap / 1-1 ap (rejoué) / 2-1 (rejoué) Mount Wellington AFC (Auckland)
- 1973 : Mount Wellington AFC (Auckland) 3-0 North Shore United
- 1974 : Christchurch United 2-0 Wellington Diamond United
- 1975 : Christchurch United 4-2 ap Blockhouse Bay (Auckland)
- 1976 : Christchurch United 4-0 Eastern Suburbs
- 1977 : Nelson United 1-0 Mount Wellington AFC (Auckland)
- 1978 : Manurewa AFC 1-0 Nelson United
- 1979 : North Shore United 2-1 Mount Wellington AFC (Auckland)
- 1980 : Mount Wellington AFC (Auckland) 2-0 Dunedin City
- 1981 : Dunedin City 3-1 Mount Wellington AFC (Auckland)
- 1982 : Mount Wellington AFC (Auckland) 1-0 Miramar Rangers
- 1983 : Mount Wellington AFC (Auckland) 2-2 / 2-0 (rejoué) Gisborne City AFC
- 1984 : Manurewa AFC 2-1 Gisborne City AFC
- 1985 : Napier City Rovers  3-1 North Shore United
- 1986 : North Shore United 0-1 4-1 Mount Maunganui AFC
- 1987 : Gisborne City AFC 5-1 2-2 Christchurch United
- 1988 : Waikato United (Hamilton) 2-2 1-1 Christchurch United
- 1989 : Christchurch United 7-1 Rotorua City
- 1990 : Mount Wellington AFC (Auckland) 3-3 (tab 4-2) Christchurch United
- 1991 : Christchurch United 2-1 Wellington United
- 1992 : Miramar Rangers 3-1 Waikato United (Hamilton)
- 1993 : Napier City Rovers 6-0 Rangers AFC
- 1994 : Waitakere City 1-0 Wellington Olympic
- 1995 : Waitakere City 4-0 North Shore United
- 1996 : Waitakere City 3-1 Mount Wellington AFC (Auckland)
- 1997 : Central United 3-2 ap Napier City Rovers
- 1998 : Central United 5-0 Dunedin Technical
- 1999 : Dunedin Technical 4-0 Waitakere City
- 2000 : Napier City Rovers 4-1 Central United
- 2001 : University-Mount Wellington (Auckland) 3-3 (tab 5-4) Central United
- 2002 : Napier City Rovers 2-0 Tauranga City United
- 2003 : University-Mount Wellington (Auckland) 3-1 Melville United
- 2004 : Miramar Rangers 1-0 beo Waitakere City
- 2005 : Central United 5-1 Palmerston North Marist
- 2006 : Western Suburbs 0-0 (tab 3-0) Eastern Suburbs
- 2007 : Central United 0-0 (tab 10-9) Western Suburbs
- 2008 : East Coast Bays AFC 1–0 Dunedin Technical
- 2009 : Wellington Olympic 2–1 Three Kings United
- 2010 : Miramar Rangers 3–1 Bay Olympic
- 2011 : Wairarapa United 2–1 Napier City Rovers
- 2012 : Central United 6-1 Lower Hutt City
- 2013 : Cashmere Technical 3–1 Waitakere City
- 2014 : Cashmere Technical 2–1 Central United
- 2015 : Eastern Suburbs 2–1 Napier City Rovers
- 2016[1] : Birkenhead United 3 - 2 Waitakere City
- 2017 : Onehunga Sports 3-3 (tab 6-5) Central United FC
- 2018 : Birkenhead United 1-1 (tab 5-4) Western Suburbs SC
- 2019 : Napier City Rovers 3-2 Melville United